# Джони Грийнуд
Джонатан „Джони“ Ричард Гай Грийнуд (роден на 5 ноември, 1971) е един от членовете на групата Radiohead и брат на друг член на групата – Колин Грийнуд. Джони е женен за Шарона и има син Тамир (на когото Hail To The Thief е посветен) и дъщеря Омри.

## Биография
Често Джони е признаван като втори главен майстор в Radiohead. Той е доста талантлив инструменталист, способен да свири на множество инструменти като соло китара, орган, синтезатор, пиано, ксилофон, хармоника и други, но никога не е записвал. Първите съвместни неща с групата включват slow rock песента „The Tourist“ и Beatlesque лавината „A Wolf at the Door“ – двата завършека поотделно на албумите „Ok Computer“ и „Hail to the Thief“. Том Йорк отбелязва, че записът на „Just“ от албума „The Bends“ e бил „състезание между мен и Джони, за направа на възможно повече акорди в песента“.
Джони е минал през класическо обучение и има отлично познание в теорията на музиката. По тази причина Том често пише „скелета“ на песента, а Джони е един от най-важните в напълването именно на този „скелет“, така че да се получи стойностна музика. Той е смятан за най-добрия съвременен музикант „разбивайки границите“ на музиката, но самият той се чувства различно – „Много от хората ме представят като крайно талантлив музикант, даже един беше казал „ти пречупваш стените или музиката, така както е прието“. Искам да кажа, че не съм съгласен с тях. Има други китаристи, които съм наблюдавал, за които вярвам, че имат безспорно повече гъвкавост от мен. Имам огромно табло за ефекти, което е много полезно и може да бъде използвано в различни комбинации, но при предположение, че има хора като Том Морелло, които създават подобни неща с около 4 педала, почти е невъзможно и да се сравняваме дори...Вярвам в това.“
Прекалената агресия на Джони в свиренето на китара е довело до травма на дясната му ръка. Посъветван е от доктор временно да слага стягащи връзки на ръката си, но те се превръщат в нещо като отличителен белег. „Харесва ми да ги слагам преди да почна да свиря … То е като да пристегнеш пръстите си преди боксов мач.“ Джонатан е също изключителен майстор на Ondes Martenot, един от първите модели синтезатори, които той включва в листата за най-любимите си инструменти. Джони е композирал откъс озаглавен „Smear“ за двойка Ondes Martenot. Този инструмент е включен в много от песните на Radiohead най-вече в „The National Anthem“ от „Kid A“. Младият китарист си служи още с модулиращи синтезатори и устройства като Korg Kaoss Pad в новите песни.
В последните години Джони продължава своето развитие в групата и през 2003 година издава първия си соло албум Bodysong (2003), саундтрак от филма със същото заглавие продуциран от Саймън Пумел. Колин (брат на Джони) също участва в албума. През май 2004 г. е нает от BBC като композитор. Във филма „Хари Потър и Огненият бокал“, заедно с колегата си Фил Селуей и фронтмена на Pulp Джарвис Кокър, ще се явяват като членове на групата Weird Sisters. Том и Джони имат участие в навия проект, представен от Лондонския симфоничен оркестър на Ether Festival през март тази година. Месец по-късно Джони прави премиера на новите си неща упълномощена от BBC Radio 3 с музика изсвирена на живо от BBC Concert Orchestra в Лондон.